# Samuel Corneille Jean Wilhelm van Musschenbroek
Samuel Corneille Jean Wilhelm van Musschenbroek (Den Haag, 5 juli 1827 - Leiden, 7 november 1883) was een (bestuurs)ambtenaar in Nederlands Indië, ontdekkingsreiziger en natuurwetenschapper.

## Biografie
Mr. S.C.J.W. van Musschenbroek was lid van het patricische geslacht Van Musschenbroek en zoon van Jan Willem van Musschenbroek (1802-1878) en jkvr. Anne de Mey (1801-1873), de laatste een halfzus van Jean Gijsberto baron de Mey van Streefkerk (1782-1841). Hij trouwde in 1860 jkvr. Wilhelmina Henrietta Teding van Berkhout (1829-1908); uit dit huwelijk werden vier kinderen geboren, onder wie de kunstschilder Jan Rudolph van Musschenbroek (1873-1954).
Van Musschenbroek studeerde rechten en promoveerde op 18 september 1852 aan de Universiteit van Leiden. Daarna deed hij in 1854 het examen van toekomstige ambtenaar in Nederlands-Indië aan de Koninklijke Academie te Delft. In 1855 reisde hij naar Java (Nederlands-Indië) en in 1856 werd hij controleur bij de landelijke inkomsten en cultures. Hij werd in 1859 lid van het Bataafs Genootschap voor Proefondervindelijke Wijsbegeerte. 
Na een verlofperiode in Nederland kwam hij in 1862 terug op Java. Hij werd benoemd tot controleur in Karangbanjar. Oktober het jaar erop werd hij gepromoveerd tot controleur eerste klas in Ambarawa (Sumatra). Hij was in 1865 getuige van een grote aardbeving aldaar en deed daarover verslag in het ''Natuurkundig Tijdschrift van Nederlands Indië''. In 1867 werd hij benoemd tot assistent-resident van Buitenzorg. Daarna werd hij benoemd tot resident van Ternate. In 1875 werd hij benoemd tot resident van Menado. In 1877 kwam hij wegens ziekteverlof samen met zijn vrouw en kinderen in Nederland aan. Eerst vestigde hij zich in Deventer en later in Leiden. Hij kreeg in 1879 eervol ontslag. Hij werd aangesteld als directeur van de toen nieuw opgerichte Koloniale Vereniging te Amsterdam. Verder wijdde Van Musschenbroek zich in Nederland aan het uitwerken van alle gegevens die hij verzameld had en maakte hij kaarten van de regio Minahasa, van de bocht van de Tomini en van een deel van de noordelijke Molukken. In 1880 werd hij lid van de Maatschappij der Nederlandse Letterkunde, corresponderend lid van het Indisch Aardrijkskundig Genootschap en werd hij ridder in de Orde van de Nederlandse Leeuw. In 1881 werd hij benoemd tot lid van de Statistische Vereniging. 

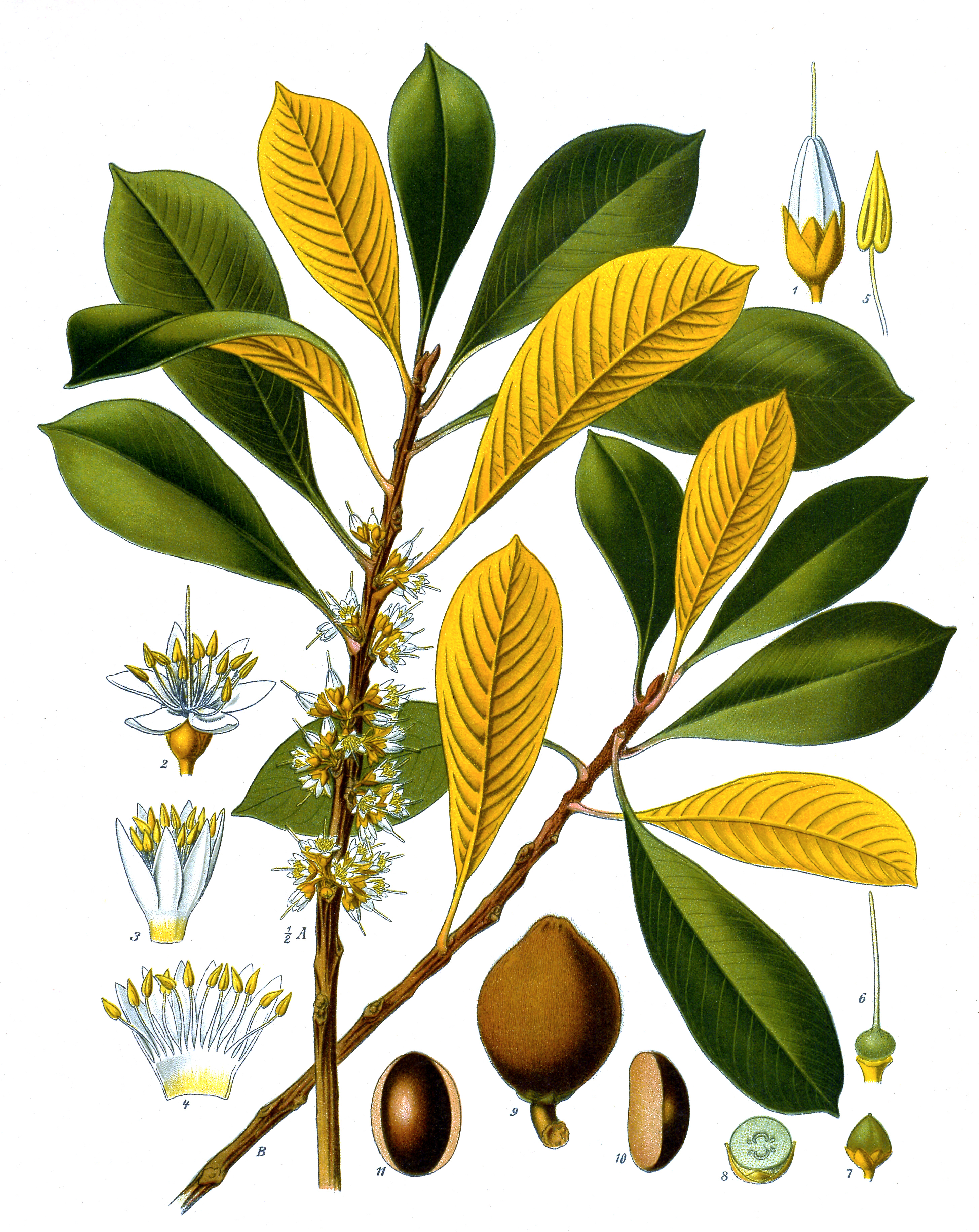
Van Musschenbroek ontdekte Guttaperchabomen op de kust van Celebes

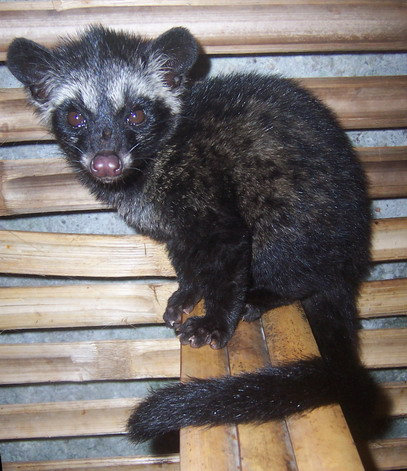
Een palmroller. Een naaste verwant van dit roofdier werd door Van Musschenbroek geschoten en door Schlegel in 1877 als Paradoxurus musschenbroekii beschreven als nieuw voor de wetenschap.

## Nalatenschap
Van Musschenbroek maakte een aantal reizen, deels met Odoardo Beccari onder andere naar het eiland Waigeo. Daar verzamelde hij natuurhistorische specimens. Na zijn dood kwam zijn collectie van zoölogische specimen terecht in het Zoölogisch Museum Amsterdam. Sinds 2012 wordt de collectie in het Naturalis beheerd. De collectie bestaat uit meer dan 900 specimen afkomstig van Menado, Halmahera, Ternate, Ceram, Buru, Aroe-eilanden, andere eilanden van de Molukken, NW-Nieuw-Guinea, Vogelkop, Salawati en Waigeo. De collectie bevat een soort paradijsvogel waarvan lang gedacht is dat het een nieuwe soort was, de Koning Willem III paradijsvogel (Paradisea Guilielmi III). 
Verder een zoogdier dat naar het Rijksmuseum van Natuurlijke Historie te Leiden werd gestuurd en door Hermann Schlegel als Paradoxurus Musschenbroekii (celebespalmroller) werd beschreven. Verder verzamelde hij schelpen en meer vogels. Er zijn twee vogelsoorten en een ondersoort die de wetenschappelijke soortnaam musschenbroek(i)i dragen: Molukse drongokoekoek (Surniculus musschenbroeki), Musschenbroeks lori (Neopsittacus musschenbroekii) en een ondersoort van de witborstspitsvogel (Artamus leucorynchus).